# Asger Harding Granerud
Asger Harding Granerud er en dansk brætspilsudvikler og iværksætter, der sammen med sin kollega, spildesigneren Daniel Skjold Pedersen, har opfundet flere anmelderroste og prisvindende brætspil, der er udgivet på mere end 25 sprog. Asger stiftede i 2013 sin egen spildesign-virksomhed Taking Turns, og i februar 2018 stiftede han Sidekick Studio IS, hvor de to designere er gået sammen og kalder sig Sidekick Asger og Sidekick Daniel. Derudover stiftede Asger i 2014 virksomheden Spilbræt.dk, som distributerer brætspil i Danmark, Sverige, Norge og Finalnd.
Yderligere er Asger også en af de tre oprindelige stiftere bag spilbutikken Bræt & Brikker med adresse på Fisketorvet i København.
Siden februar 2018 er Asger trådt ned fra sin stilling som CEO af Spilbræt.dk og overdraget forretningen til sin efterfølger Kim Dorff, samt trådt ud af Bræt og Brikker, for at kunne hellige sig spildesign på fuldtid. I 2019 stiftede han og Daniel spilforlaget Sidekick Games hvor de i dag udgiver et enkelt spil om året.

## Spil udviklet af Asger Harding Granerud
- 13 Days: Cuba Missile Crisis (2016 - designer)
- Flamme Rouge (2016 - designer)
- 13 Minutes: Cuba Missile Crisis (2017 - designer)
- Iron Curtain (2017 - designer)
- A Tale of Pirates (2017 - designer)
- Flamme Rouge: Peloton (2017 - designer)
- Frogriders (2017 - designer)
- Panic Mansion (2017 - designer)
- Ramasjang Rally (2017 - designer)
- Rallye-Truck (2018- designer)
- Flamme Rouge: Meteo (2018 - designer)
- Copenhagen (2019 - designer)
- Copenhagen: Roll & Write (2019 - designer)
- Deep Blue (2019 - designer)
- Bloom Town (2019 - designer & publisher)
- Monster Soup (2020 - designer)
- Inner Compass (2020 - designer)
- Good Night Bunnies (2020 - designer)
- Fringers (2020 - designer)
- Helsinki (2022 - designer)
- The Emperors New Clothes (2022 - designer & publisher)
- The Ugly Duckling (2022 - designer & publisher)
- The Little Mermaid (2022 - designer & publisher)
- The Tinderbox (2022 - designer & publisher)
- The Snow Queen (2022 - designer & publisher)
- The Princess and the Pea (2022 - designer & publisher)
- Heat: Pedal to the Metal (2022 - designer)
- Flamme Rouge: BMX (2023 - designer)
- Heat: Heavy Rain (2024- designer)
- AQUA: Biodiversity in the Oceans (2024 - publisher & developer)